# Monheim (Schwaben)

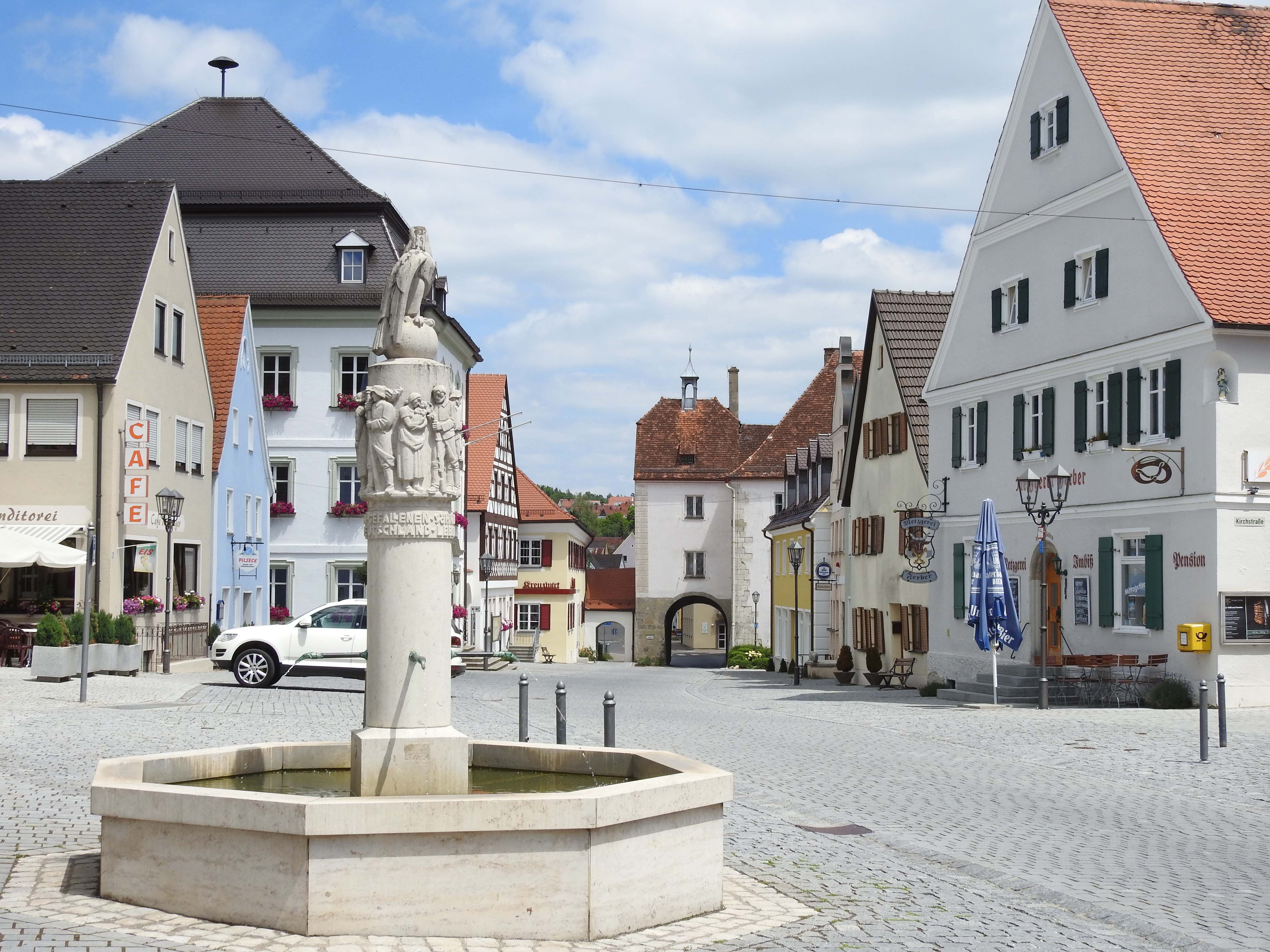
Marktplatz in Monheim

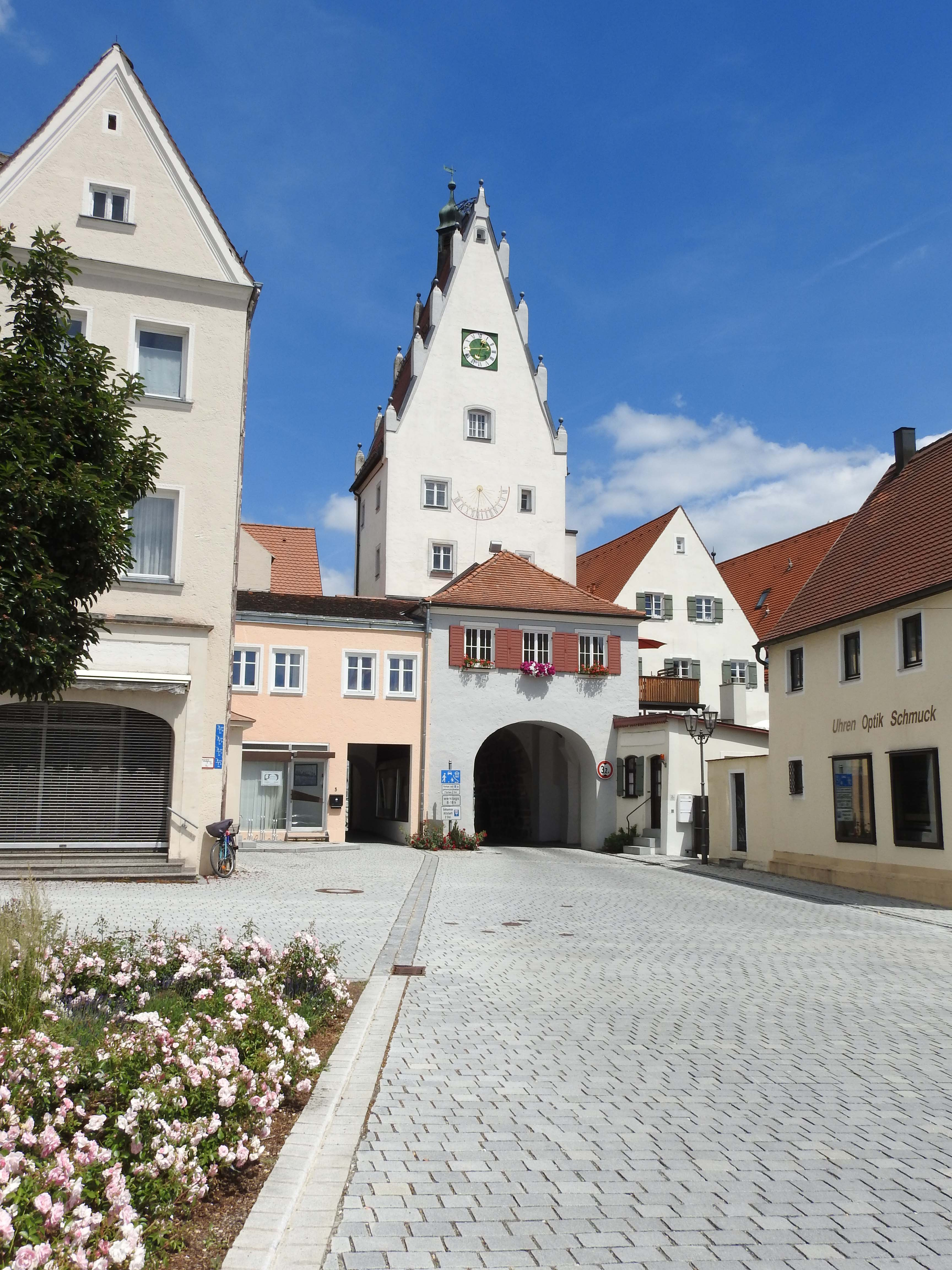
Oberes Tor in Monheim

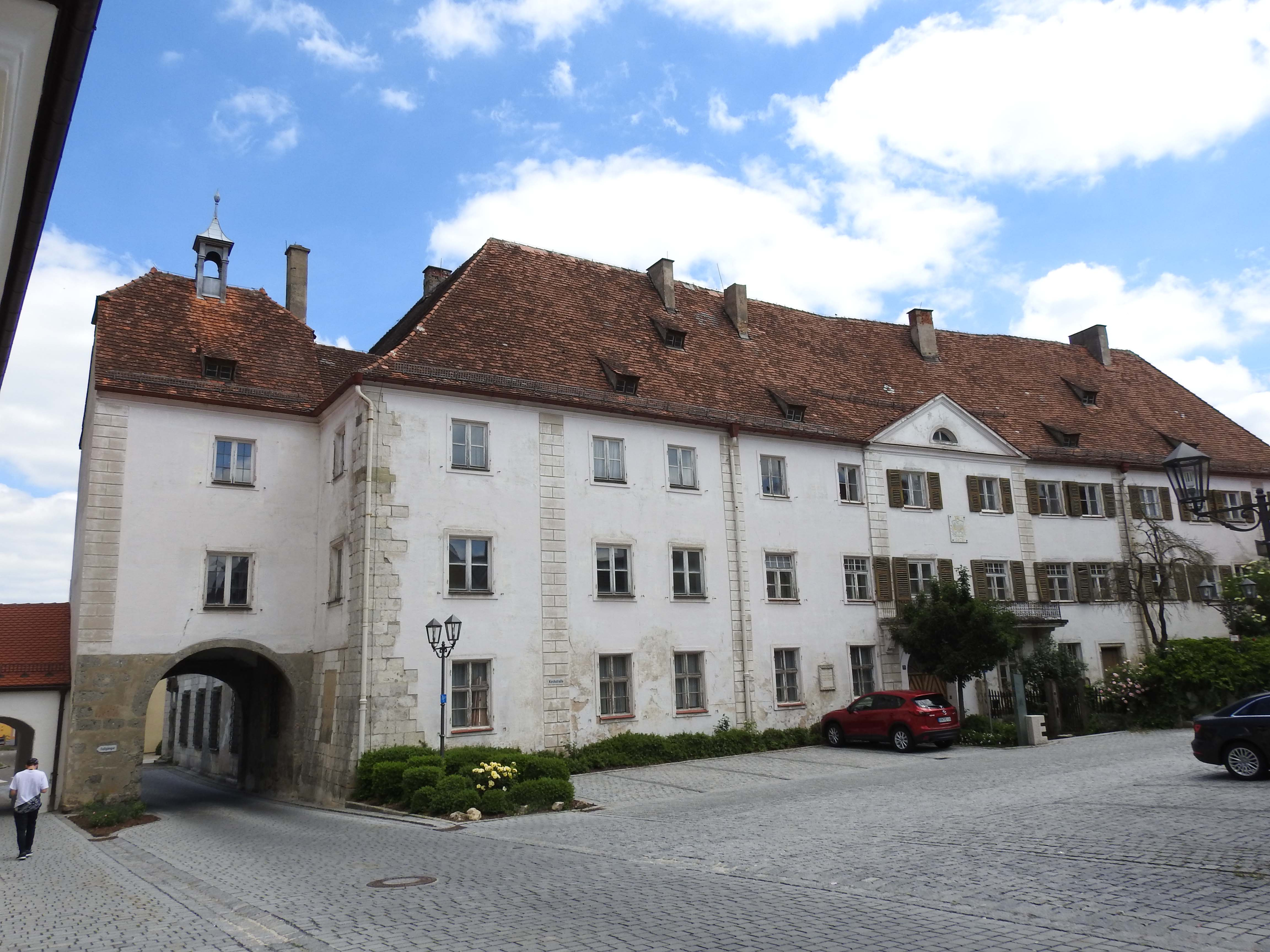
Unteres Tor und Schloss in Monheim

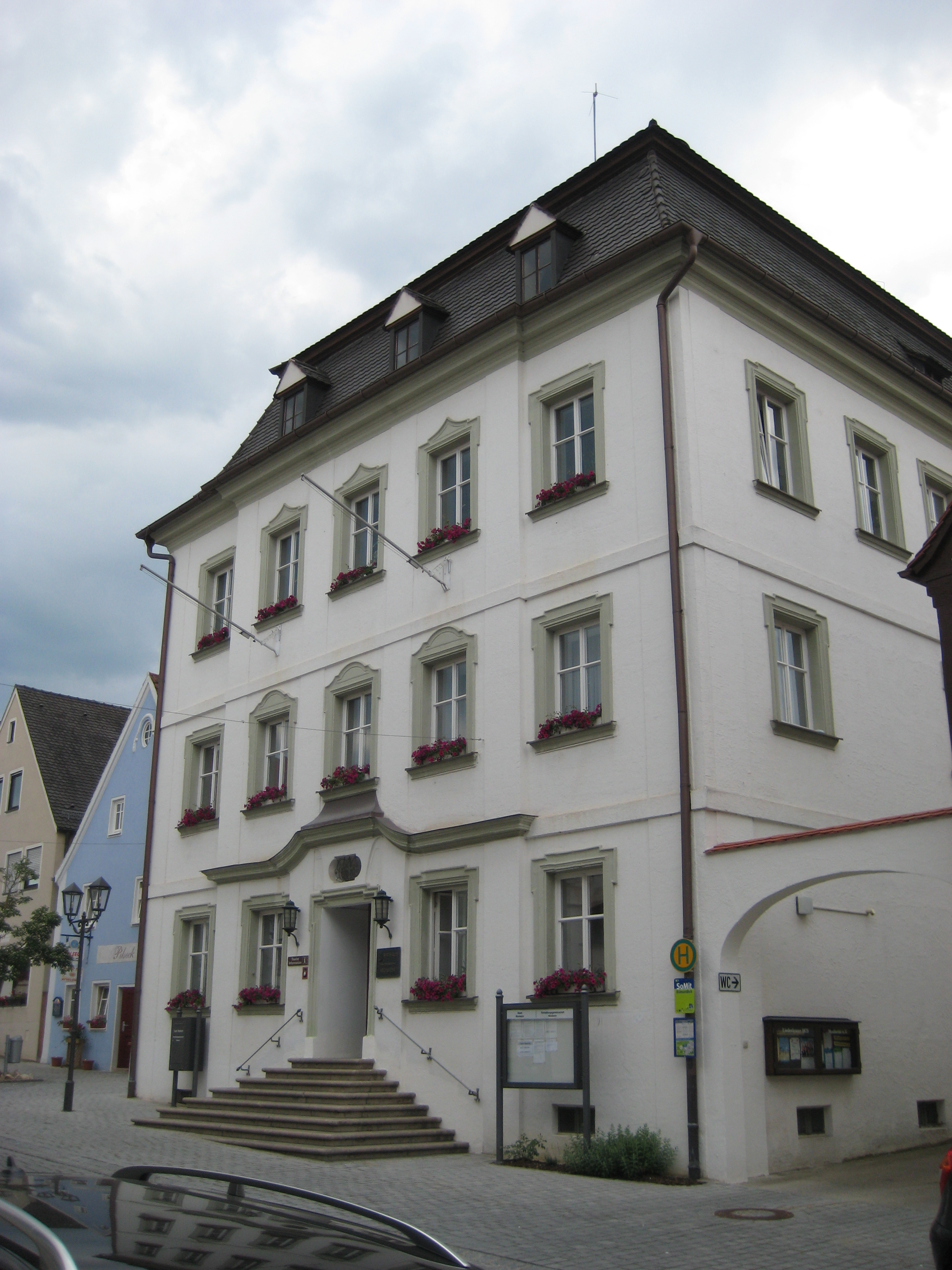
Rathaus Monheim (Schwaben)

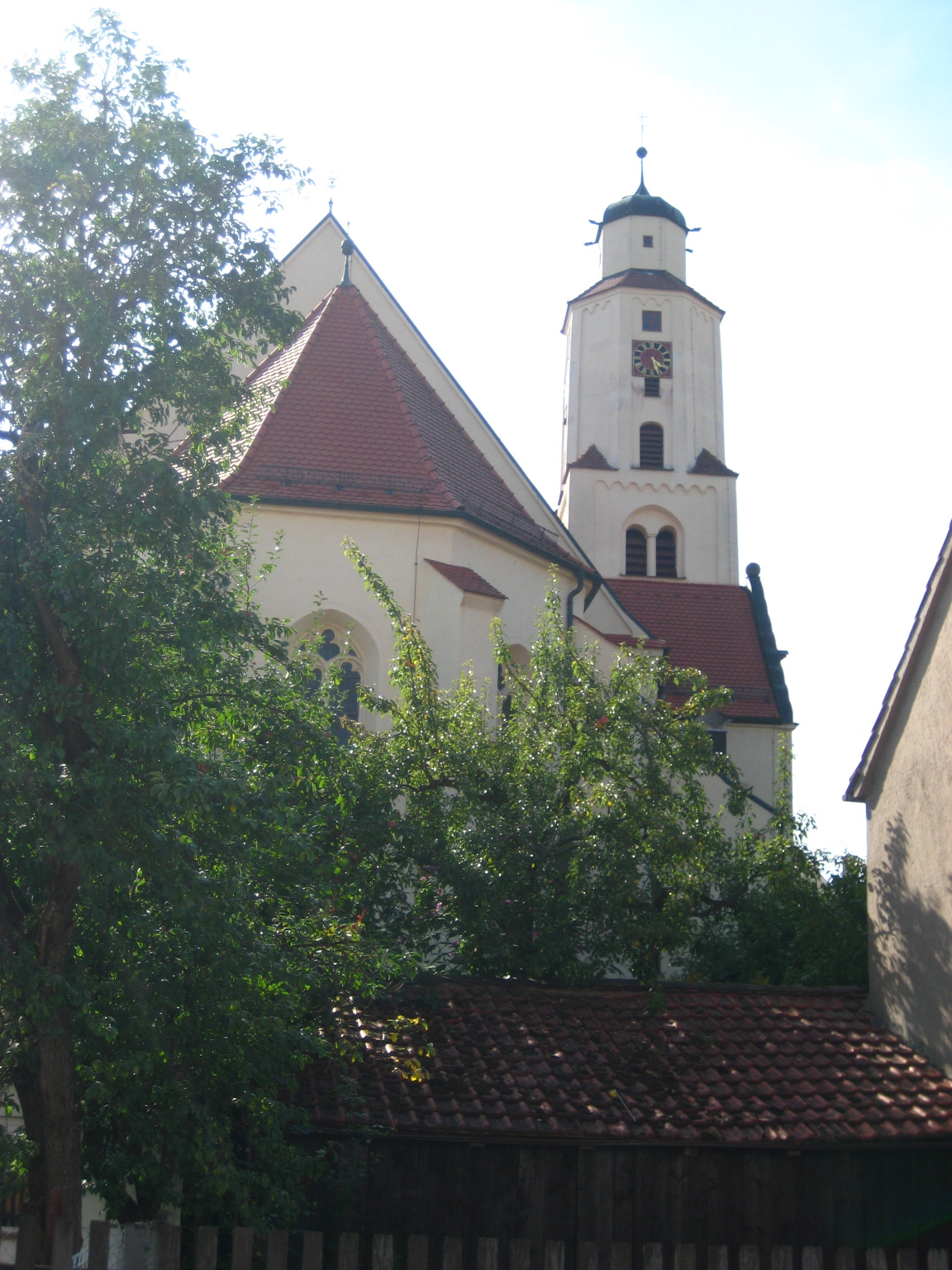
Pfarrkirche St. Walburga, ehemals Klosterkirche

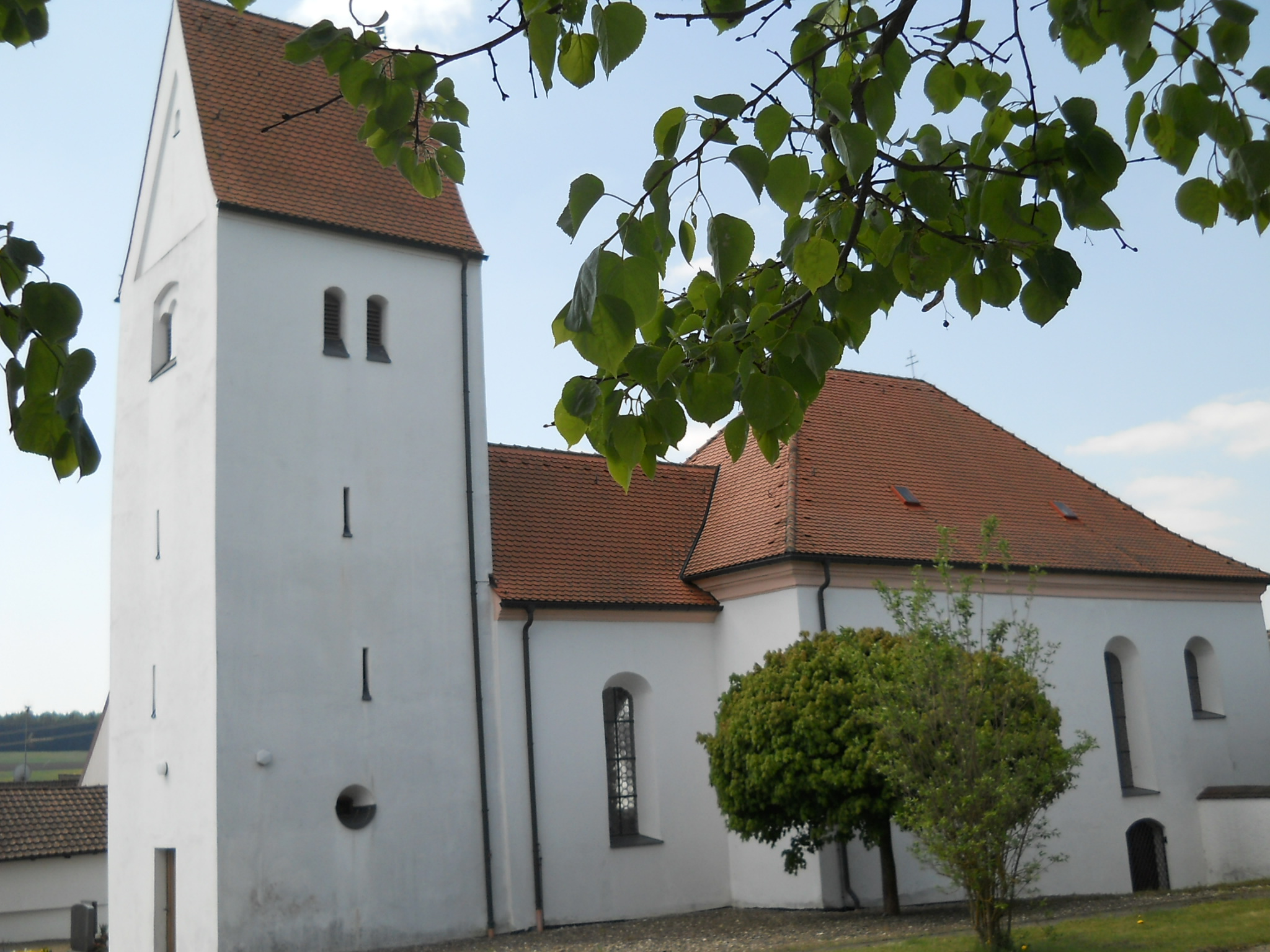
Kirche St. Nikolaus (Warching)

Monheim ist eine Stadt im schwäbischen Landkreis Donau-Ries.

## Geografie
Monheim liegt im Landschaftsraum Monheimer Alb und im westlichen Teil des Naturparks Altmühltal in der Region Augsburg gelegen.
Die Stadt besteht aus 9 Gemarkungen und hat 13 Gemeindeteile (in Klammern ist der Siedlungstyp angegeben):
- Flotzheim (Pfarrdorf) mit Hagenbuch (Weiler) und Kreut (Dorf)
- Itzing (Kirchdorf)
- Kölburg (Kirchdorf)
- Monheim (Hauptort)
- Rehau (Kirchdorf)
- Ried (Kirchdorf)
- Warching (Kirchdorf)
- Weilheim (Pfarrdorf) mit Rothenberg (Dorf)
- Wittesheim (Pfarrdorf) mit Liederberg (Dorf)

## Geschichte

### Bis zur Gemeindegründung
Monheim entstand im 7./8. Jahrhundert. Im Jahr 870 wurde das Benediktinerinnenkloster im Ort gegründet. Die Erhebung Monheims zur Stadt erfolgte durch die Grafen von Oettingen vor dem Jahr 1340. Das Ackerbürgerstädtchen war Sitz eines Pflegamtes und gehörte seit 1505 zum 1777 zu Bayern gekommenen wittelsbachischen Herzogtum Neuburg-Sulzbach.
Am Gasthaus Lamm erinnert eine Steintafel an den Aufenthalt Luthers im Jahr 1518 in Monheim auf seiner Flucht aus Augsburg. Nach einer erholsamen Nacht in Monheim setzte der Reformer seinen Weg über Nürnberg nach Sachsen fort. Im Zuge der Reformation wurde das Benediktinerinnenkloster 1533 aufgelöst. Im Jahre 1697 wanderten in Monheim Juden ein; sie mussten Monheim im Jahre 1741 wieder verlassen. Ein Zeugnis jüdischen Wirkens in Monheim ist das heutige Rathaus, erbaut von Abraham Elias Model in den Jahren 1714 bis 1720.
Monheim besaß ein Stadtgericht mit magistratischen Eigenrechten. Im Zuge der Verwaltungsreformen in Bayern entstand mit dem Gemeindeedikt von 1818 die heutige Stadtgemeinde.

### 19. und 20. Jahrhundert
Der Landgerichtsbezirk Monheim, ab 1879 Amtsgerichtsbezirk, bildete bis 1919 gleichzeitig einen der beiden Distrikte des Bezirksamts Donauwörth.
Das Amtsgericht Monheim wurde 1957 aufgelöst, eine Zweigstelle des Amtsgerichts Donauwörth bestand noch bis 1959.
Am 18. August 1998 stürzte bei Warching ein Kampfflugzeug der Bundeswehr vom Typ Tornado ab. Die Besatzung rettete sich mit dem Schleudersitz.

### Eingemeindungen
Anlässlich der Gemeindegebietsreform wurde am 1. Januar 1975 die Gemeinde Rehau eingegliedert. Am 1. Mai 1978 kamen Flotzheim (mit Kreut und Hagenbuch), Itzing, Kölburg, Ried, Warching, Weilheim (mit Rothenberg) und Wittesheim (mit Liederberg) hinzu.

### Einwohnerentwicklung
Zwischen 2000 und 2019 wuchs die Stadt um 366 Einwohner und damit um 7,7 %.
| Jahr      | 1961 | 1970 | 1987 | 1991 | 1995 | 2000 | 2005 | 2010 | 2015 | 2018 | 2019 | 2024 |
| Einwohner | 3911 | 4207 | 4123 | 4309 | 4678 | 4776 | 4929 | 4820 | 5029 | 5097 | 5142 | 5542 |

Die von der Stadt Monheim festgestellten 5142 Einwohner im November 2024 teilen sich wie folgt auf die Gemeindeteile auf:
| - Kernstadt Monheim 3681 - Flotzheim 408 - Hagenbuch 8 - Itzing 228 - Kölburg 115 - Kreut 93 - Liederberg 45 | - Rehau 256 - Ried 39 - Rothenberg 25 - Warching 161 - Weilheim 284 - Wittesheim 199 |

## Politik

### Stadtrat
Seit der Kommunalwahl am 15. März 2020 setzt sich der Stadtrat folgendermaßen zusammen:
| Partei/Liste                | Sitze |
| CSU                         | 6     |
| SPD                         | 4     |
| MUM (Monheimer Umlandliste) | 6     |
| PWG (Freie Wähler)          | 4     |
| Gesamt                      | 20    |

Zusätzlich gehört dem Stadtrat noch der Erste Bürgermeister an. Dies ist Günther Pfefferer (CSU).

### Öffentliche Verwaltung
Die Stadt ist Sitz der Verwaltungsgemeinschaft Monheim. Zu dieser gehören auch die Gemeinden Buchdorf, Daiting, Rögling und Tagmersheim.

### Wappen
| Wappen von Monheim | Blasonierung: „Ein in blau liegender, gesichteter, goldener Halbmond, überhöht von einem sechsstrahligen goldenen Stern.“ |
| Wappen von Monheim | Wappenbegründung: Der Stern weist vermutlich auf die uralten Brauereien zu Monheim hin. Deren Zunftzeichen war das Hexagramm; daraus entwickelte sich der sechszackige Stern. Die wachsende Mondsichel verweist auf den Grafen von Cimbern aus dem Zabergau, der 1179 eine Freifrau von Monheim ehelichte und in seinem Wappen dies Emblem hatte. |

## Wirtschaft und Infrastruktur

### Arbeitsplätze
2017 gab es in der Stadt 2943 sozialversicherungspflichtige Arbeitsplätze. Von der Wohnbevölkerung standen 2208 Personen in einer versicherungspflichtigen Tätigkeit, 43 Einwohner waren arbeitslos. Die Zahl der Einpendler war 2017 um 735 Personen größer als die Zahl der Auspendler.

### Unternehmen
Folgende Unternehmen sind in Monheim ansässig:
- Hama (Vertrieb von Foto-, Video-, Audio-, Computerzubehör), seit 1945 in Monheim, das zuletzt 2014 erweiterte Logistik- und Versandzentrum beschäftigt rund 1500 der weltweiten 2465 Mitarbeiter.[9] Die 17 weiteren Standorte im Ausland und zahlreiche Handelsvertretungen sorgen nur für den globalen Vertrieb.
- ITC IT-Consulting GmbH, Hardwaresysteme und Software
- MKR Metzger GmbH Recyclingsysteme
- Bühler Motor GmbH
- Schoeller Arca Systems GmbH, Transportsysteme aus Kunststoff
- beko GmbH
- Natursteinwerk Böswald GmbH

### Märkte
Gewerbeverband (ProGeMo) und Stadt veranstalten vier Jahrmärkte. An den Markttagen gibt es jeweils eine Ausstellung, die regionalen Künstlern eine Plattform bietet. Freitags ist der Wochenmarkt mit einem Angebot regionaler Produkte.

### Land- und Forstwirtschaft
Die 89 bäuerlichen Betriebe bewirtschafteten im Jahr 2016 insgesamt 3154 ha landwirtschaftlich genutzte Fläche. Die Waldfläche beträgt 2689 ha, das sind 38,6 % des Stadtgebietes (Stand 2017).

### Verkehr
Monheim liegt an der Bundesstraße 2.
Die Stadt hatte einen Bahnanschluss an der Bahnstrecke Fünfstetten–Monheim, auf der der Personenverkehr am 29. Mai 1960 eingestellt wurde. Die Strecke wurde danach von der Stadt Monheim gekauft und vom Bayerischen Eisenbahnmuseum für Sonderfahrten benutzt. Inzwischen ist die Strecke gänzlich stillgelegt und abgebaut. Der ehemalige Bahnhof, vor dem noch ein Gleisstück liegt, ist das Vereinsheim des Brieftaubenzüchtervereins. Auf dem Gleisstück steht eine Gmeinder-Diesellok, die bei der Zuckerfabrik in Rain eingesetzt war.

### Bildung
In der Stadt bestehen
- eine Kindertagesstätte mit 272 Plätzen; am 1. März 2024 wurden 233 Kinder, davon 57 unter drei Jahren, von 42 Personen betreut,
- die Grundschule Monheim, Jahrgangsstufen 1 bis 4, mit 17 Lehrkräften und 290 Schülern (Schuljahr 2019/20)[10] und
- die Mittelschule Monheim, Jahrgangsstufen 5 bis 10, mit acht Lehrkräften und 112 Schülern (Schuljahr 2019/20).[11]

Seit 1954 gibt es eine Außenstelle der Volkshochschule Donauwörth.

## Töchter und Söhne der Stadt
- Johann Michael Gschray (1692–1763), Freikorpsführer und preußischer Generalmajor
- Karl Kugler (1803–um 1900), Lehrer und Heimatforscher
- Hermann Holzbauer (* 1938), Bibliothekar
- Martin Lechner (* 1951), Lehrstuhlinhaber für Jugendpastoral an der Philosophisch-Theologischen Hochschule Benediktbeuern
- Richard Roßmanith (* 1955), Generalleutnant des Heeres der Bundeswehr a. D.
- Rupert Fieger (* 1962), Steinmetz und Bildhauer